# Lissachatina fulica
La chiocciola africana gigante (Lissachatina fulica (Bowdich, 1822) è una chiocciola di grandi dimensioni appartenente alla famiglia Achatinidae.
Originaria dell'Africa orientale (soprattutto Kenya e Tanzania) ma in seguito diffusasi in gran parte del mondo. È stata inserita nella lista delle cento specie invasive molto dannose.

## Descrizione

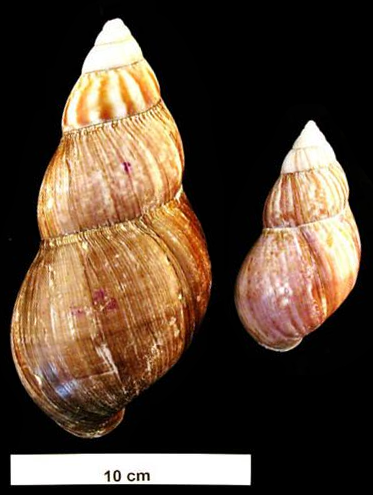
Due gusci di esemplari adulti di Lissachatina fulica

Il suo guscio ha una colorazione brunastra con bande più chiare o più scure, è di forma allungata e formato da spire avvolte comunemente in senso antiorario (è molto più rara la sottospecie in cui le spire si avvolgono in senso contrario al normale). Date le dimensioni, fino a 20 cm di lunghezza, è possibile vedere distintamente a occhio nudo l'apparato boccale, formato dalla radula grazie alla quale l'animale può nutrirsi raschiando il cibo. Infatti la radula è una specie di lingua, che presenta nella parte superiore una serie di dentelli calcarei (svariate centinaia) che sono continuamente consumati e rinnovati nella parte posteriore della stessa.
Nel caso di rottura del guscio, se non sono lesi gli organi interni, è in grado di rigenerarlo: le ghiandole salivari secerneranno una sostanza collosa ed elastica che verrà nel tempo sostituita da uno strato di guscio vero e proprio.

## Biologia
Come molte altre chiocciole è ermafrodita.

## Distribuzione e habitat
La chiocciola africana gigante è nativa dell'Africa orientale ed è probabilmente la chiocciola gigante africana più diffusa al mondo.

## Tassonomia
Sono note le seguenti sottospecie:
- Lissachatina fulica castanea (Lamarck, 1822)
- Lissachatina fulica coloba (Pilsbry, 1904)
- Lissachatina fulica hamillei (Petit, 1859)
- Lissachatina fulica rodatzi (Dunker, 1852)

## Specie invasiva
Durante la seconda guerra mondiale furono introdotti un certo numero di Achatina fulica a scopo alimentare nel sud delle isole del Pacifico; tuttavia, la dispersione di alcuni esemplari, favorita dalla loro estrema adattabilità, ne causarono la proliferazione incontrollata.
Nel tentativo di contenere biologicamente questa specie, nelle stesse isole è stata successivamente introdotta la specie carnivora Euglandina rosea, meglio conosciuta come lumaca lupo, con conseguenze catastrofiche. La lumaca lupo, infatti, ha predato le specie endemiche appartenenti al genere Partula, portandone molte all'estinzione.